# Йожен Скриб
Огюстѐн Йожѐн Скриб (на френски: Augustin Eugène Scribe, [oɡystɛ̃ øʒɛn skʁib]) е френски драматург и либретист.

## Биография
Роден е на 24 декември 1791 година в Париж в семейството на заможен търговец на коприна. Подготвя се за кариера в правото, но от ранна възраст започва да пише пиеси. Изключително плодовит автор, той постига първите си успехи през 1815 година, а през следващите десетилетия се превръща във водещо име във френския популярен театър и един от основните либретисти на жанра гран опера.
Йожен Скриб умира на 20 февруари 1861 година в Париж.